# Coelomera binotata
Coelomera binotata es un coleóptero de la familia Chrysomelidae.
Fue descrita científicamente en 1865 por Clark.